# Norbinaltorfimin
Norbinaltorphimin (nor-BNI) je opioidni antagonist koji se koristi u naučnim istraživanjima. On je jedan od malobrojnih dostupnih opioidnih antagonista koji su visoko selektivni za κ-opioidni receptor, i blokiraju taj receptor bez uticaja na μ- ili δ-opioidni receptor. although On je manje selektivan in vivo nego kad se koristi u izolovanim tkivima. nor-BNI blokira efekte kapa agonista u životinjskim modelima, i proizvodi antidepresantske efekte.

## Spoljašnje veze
|  | Molimo Vas, obratite pažnju na važno upozorenje u vezi sa temama iz oblasti medicine (zdravlja). |